# Detail (magazine)
Pour les articles homonymes, voir Détail (homonymie).
DETAIL est le magazine international spécialisé relatif à l’architecture et aux détails de construction publié par la maison d’édition Detail. Chaque cahier traite d’un thème de construction bien particulier (par exemple construire en béton, charpentes, rénovation, etc.). La qualité du détail constructif y est mise en avant. Des schémas aux échelles comparables ainsi que des photos servent à illustrer des exemples actuels provenant d’Allemagne et de l’étranger.
Le point fort du magazine est la représentation de nouveaux édifices sous forme de photos, textes et descriptions de construction. Le groupe cible se compose principalement d’architectes, d’ingénieurs en génie civil et de spécialistes de la construction.

## Historique
Le magazine DETAIL a été publié pour la première fois en 1961. En 2008, ce magazine de 48 pages est publié 10 fois par an. À partir de 2009, le tirage sera augmenté de 2 numéros par an pour arriver à un chiffre total de 12 magazines par an.

## Brève description
DETAIL est le magazine international spécialisé destiné aux architectes, ingénieurs en génie civil, services de l’urbanisme et promoteurs. Le titre du magazine doit caractériser le contenu. Ce contenu regroupe les documents et les informations relatives à des objets de construction toutes catégories. Le point fort en est la présentation de relations constructives et architectoniques. DETAIL se compose de 5 rubriques : discussion, comptes rendus, documentation, technique et produits et est une source d’information pour les bureaux de planification et d’architecture. Les deux tirages supplémentaires DETAIL-Konzept présentent en plus des ébauches du projet, l’intégralité des processus de planification et de construction d’édifices exceptionnels.

## Sommaire
Le magazine contient des reportages et comptes rendus actuels, des discussions spécialisées et des comptes rendus spéciaux, de la documentations relatives aux édifices et pièces, accompagnés d’illustrations, de dessins et d’explications, de la technique, des informations produits relatives à la construction, à l’extension et à l’aménagement, partiellement accompagnées d’illustration, ainsi que des informations relatives aux manifestations, au droit de la construction et à la physique de la construction.
Chaque cahier se focalise sur un thème de construction particulier, illustré par des exemples actuels provenant d’Allemagne et de l’étranger. Les projets sélectionnés illustrent le spectre du thème et forment avec leur documentation, le noyau central de chaque édition. Grâce aux interviews, avis critiques et flash-back, la discussion s’intègre au thème du cahier. La représentation technique qui suit cette discussion permet d’étudier le thème plus en profondeur grâce à des articles spécialisés et la contribution est clôturée par des informations produits.

## Sommaires 2008
Les thèmes principaux de 2008 sont :
- 1/2 Construire en béton
- 3 DETAIL KONZEPT Jardins d’enfants / Education
- 4 Lumière et espace intérieur
- 5 Matériaux plastiques
- 6 Construire facilement
- 7/8 Grands édifices
- 9 DETAIL KONZEPT Habitat
- 10 Façades
- 11 Construire en bois
- 12 Thèmes spéciaux

## Parution
Le magazine paraît 10 × par an et est livré dans plus de 80 pays en édition bilingue allemand-anglais. En plus de l’édition internationale, le magazine est également disponible en version intégralement anglaise ; publication 6 × par an. Une traduction en français, russe ou italien des articles les plus importants est annexée aux envois internationaux.
- Depuis 2002, il existe une version entièrement traduite destinée au marché espagnol.
- Dates de parution : toujours au cours de la première semaine du mois 6 semaines avant la parution 5 semaines avant la parution

## Tirage
Le tirage de l’édition allemande est de 38 844 exemplaires, le nombre effectif d’exemplaires vendus par an en moyenne (entre 3/06 et 2/07) est de 33.076 exemplaires. En ce qui concerne les autres tirages, nous notons : 12 000 exemplaires pour l’édition anglaise, 10 000 exemplaires pour l’édition espagnole, 6 000 exemplaires pour l’édition chinoise/anglaise et 10 000 exemplaires pour l’édition japonaise.

## Lecteurs
Parmi les lecteurs, on compte les bureaux d’architectes, les bureaux d’architectures et d’ingénieurs en génie civil, les départements planification de l’industrie, des banques, etc. le département planification des services du bâtiment, les sociétés de constructions immobilières, les entreprises du bâtiment ainsi que les bureaux d’ingénieurs spécialisés en équipement technique des bâtiments, en statique et en planification des ossatures.

## DETAIL International
Le magazine lu dans plus de 80 pays et édité en 3 langues différentes.
- DETAIL en tant qu’édition bilingue (allemand-anglais) avec traductions en français et italien annexées. Parution : 10 × par an.
- DETAIL ANGLAIS (entièrement traduit en anglais, parution 6 × par an)
- DETAIL CHINOIS (6 cahiers par an)

## Réseau Detail
Le magazine Detail fait partie du réseau Detail. Ce réseau regroupe Detail X, Detail 360, le catalogue allemand de la construction, Detail (le magazine) ainsi que Detail Online. Ce réseau sert de communauté, de banque de données, d’ouvrage de référence et de marché pour les informations spécialisées des domaines de l’architecture et de la construction.
DETAIL .de : le portail d’architecture DETAIL regroupe des informations relatives à l’architecture mises à jour quotidiennement, des astuces pour manifestations, des informations relatives au droit de la construction et à la physique de la construction ainsi que des thèmes de construction détaillés destinés aux architectes et aux ingénieurs en génie civil.  Dans les archives, vous pourrez retrouver des articles plus anciens parus dans DETAIL et mis à disposition sous forme de téléchargement. Tous les lundis, la zone emplois vous propose des offres d’emplois actuelles de la branche de la construction européenne. Vous pouvez vous y abonner sous forme de bulletin d’informations et les emplois sont triés sur les photos des postes. Grâce à DETAIL Topics et à DETAIL plus, vous profiterez de deux plateformes gratuites reprenant des informations spécialisées relatives à des thèmes pertinents pour la planification et spécialisés.
DETAIL X : le portail Internet gratuit des étudiants en architecture pour les étudiants en architecture. Ici les étudiants en construction trouveront toutes les informations spécialisées sous forme compacte ainsi qu’une plateforme d’échange et de présentation de leurs projets ou intérêts. Les contenus rédactionnels proviennent du magazine d’architecture DETAIL ainsi que des utilisateurs eux-mêmes. Cette manière de procéder permet de créer une banque de données étendue contenant des connaissances de base, des notes d’écoles supérieures et des connaissances spécialisées DETAIL. Le forum et le weblog intégrés contribuent en particulier à une communication et à un échange interactif. Les profils et les classements des écoles supérieures offrent un aperçu des écoles supérieures d’architecture dans la zone germanophone.
DETAIL 360° : les architectes, planificateurs spécialisés, architectes d’intérieur, concepteurs et sociétés de conseil ont la possibilité de présenter leur entreprise ainsi que leurs projets de manière visuelle et descriptive dans DETAIL 360°. Cette communauté spécialisée propose une plateforme permettant de conclure de nouveaux contacts ou d’approfondir les relations envers les partenaires et les clients. En mai 2008 vint l’internationalisation grâce à DETAIL360.com. Les bureaux peuvent dès à présent se présenter et présenter leurs projets de manière internationale en langue anglaise afin de trouver des partenaires partout dans le monde.
Catalogue allemand de la construction : le catalogue allemand de la construction DETAL est l’outil de recherche gratuit d’informations produits des domaines de l’architecture et de la construction. L’architecte y découvrira des produits proposés par plus de 45 000 fabricants venant d’Allemagne, d’Autriche et de Suisse. Vous y trouverez un aperçu de tous les produits de construction disponibles, des descriptions compactes d’entreprises ainsi que des données de contact pour les entreprises du marché. Un système de recherche intelligent simplifie la trouvaille de données pertinentes pour la planification. Les produits et services sont classifiés selon plus de 2 000 mots clés spécifiques aux produits. En tant qu’élément du réseau DETAIL, le catalogue allemand de la construction est en une banque de données servant au support des architectes lors du choix des produits adaptés aux projets individuels.